# Vic Dickenson
Vic Dickenson (Xenia, 1906. augusztus 6. – New York, 1984. november 16.) amerikai harsonás. Karrierje az 1920-as években indult; majd Count Basie-vel (1940-1941), Sidney Bechettel (1941) és Earl Hines-szal folytatódott.

## Pályakép
Dickenson kőműves lett volna, mint az apja, de miután megsérült egy létráról leesve, az apja, elvetette ezt. 1922-től orgonálni tanult, majd egyes helyi zenekaroknál harsonázni kezdett. 1930 decemberében debütált Luis Russell zenekarának énekeseként. Az 1930-as évek elején csatlakozott Blanche Calloway zenekarához. 1947 és az 1950-es évek közepe között saját együtteseket vezetett.
1957-ben szerepelt a „The Sound of Jazz” című televíziós műsorban Count Basie-vel, Coleman Hawkinsszal, Roy Eldridge-el, Gerry Mulligannel és Billie Holiday-jel.
Felvételei készültek még Jimmy Rushing, Coleman Hawkins, Pee Wee Russell, Benny Carter, Lester Young, és Count Basie mellett is. 1953-ban felvette a The Vic Dickenson Showcase-t a Vanguard számára; Ed Hall klarinétozott, Ruby Braff trombitált).
Dickenson munkamániás volt. Tagja volt a „The World's Greatest Jazz Band”-nek, és a New York-i The Roosevelt Grill házizenekarnak. Ugyanazon a helyen egy kisebb zenekarban is fellépett, itt Bobby Hackett trombitás mellett szerepelt.
Dickenson 1984-ben New Yorkban halt meg 78 éves korában, rák következtében.

## Lemezek
- Vic Dickenson Showcase, Vol. 1 (1953)
- Vic Dickenson Showcase, Vol. 2 (1954)
- Vic Dickenson Septet, Vol. 1 (1954)
- Vic Dickenson Septet, Vol. 2 (1954)
- Vic Dickenson Septet, Vol. 3 (1954)
- Vic Dickenson Septet, Vol. 4 (1954)
- Vic's Boston Story (1957)
- Mainstream (1958)
- Newport Jazz Festival All Stars (1959 ) with Buck Clayton, George Wein, Pee Wee Russell, Bud Freeman, Champ Jones and Jake Hanna
- In Holland (1974)
- French Festival, (Nizza, 1974)
- Gentleman of the Trombone (1975)
- Vic Dickenson Quintet (1976)
- Plays Bessie Smith: Trombone Cholly (1976)
- Roy Eldridge & Vic Dickenson With Eddie Locke & His Friends (1978)
- New York Axis: Phil Wilson & Vic Dickenson (1980)
- Just Friends (1985)
- Live at Music Room (1996)
- Backstage with Bobby Hackett: Milwaukee 1951 (2000)
- Swing That Music (2002)